# Дорохово (санаторий)
Санаторий «Дорохово» — старейший и крупнейший в Московской области курорт минеральных вод, санаторий (лечебно-профилактическое учреждение), расположенный в посёлке Тучково в Рузского городском округе Московской области.
В 2017 санаторий вошел в топ-10 курортов минеральных вод России.

## История
Санаторий «Дорохово» расположился в Старой Рузе в местности, которая уже была знаменита среди московской элиты. Здесь до Октябрьской революции находилось имение купца Красильникова. На стрелке при впадении Рузы в Москву было удобно сплавлять древесину. После революции на базе имения Красильникова был открыт Дом отдыха для трудящихся Москвы и области.
В 1941 году три месяца территория дома отдыха была оккупирована: немцы сожгли все здания.
А после войны здесь на глубине 440 метров была разведана минеральная вода, и её целебные свойства оценены специалистами, которыми было рекомендовано организовать здесь санаторий.
Строительство было начато в 1953 году. Первоначальная вместимость предполагалась 300 человек.
В советский период курорт имел статус республиканского.

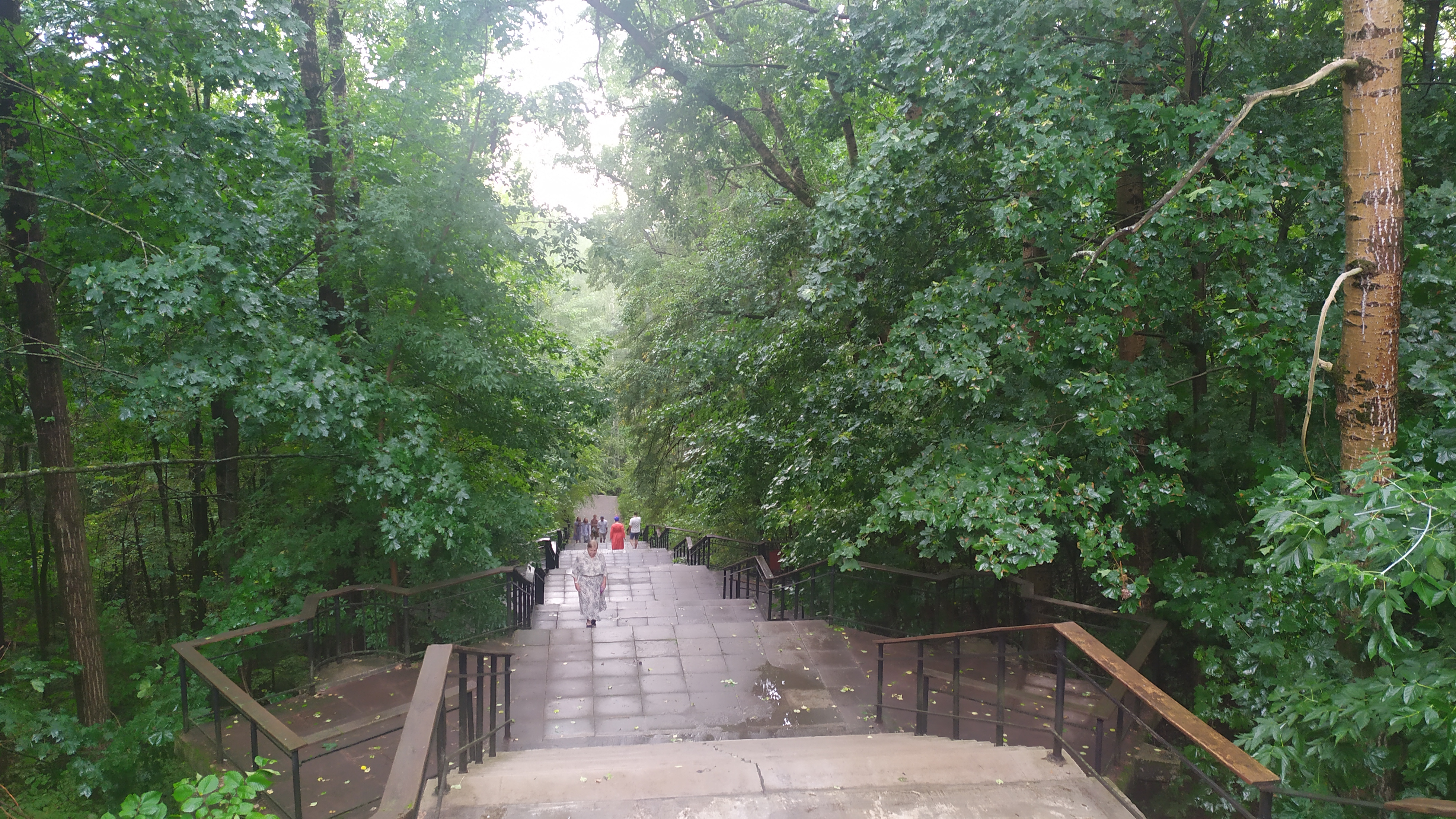

Существующее подковообразное здание главного корпуса в стиле «сталинский ампир» открыли 28 мая 1958 года.
в 1970-е-1980- е на открытых верандах в корпусах был организован ночной сон в теплое время года.
Санаторий пережил запустение в 90-е в районе Старой Рузы.
Ураган 2010 года выкосил значительную часть берегов речки Вертошинки

## География
Расположен на высоте 250 м над уровнем моря, в междуречье рек Москвы и Рузы, в смешанном лесу, в 20 км от Рузского и Озернинского водохранилища.

## Профили лечения
Заболевания нервной системы, желудочно-кишечного тракта, гинекологические, заболеваний опорно-двигательного аппарата.
В комплексном лечении применяются: питьевое лечение минеральной водой «Дороховская», климатотерапия, бальнеотерапия, грязелечение, ЛФК, массаж, терренкур, физио- и рефлексотерапия, лечебное питание.
В советский период в лечебных целях использовался торфяная грязь Юхонского и «Сосновское-I» месторождений.

## Минеральная вода «Дороховская»

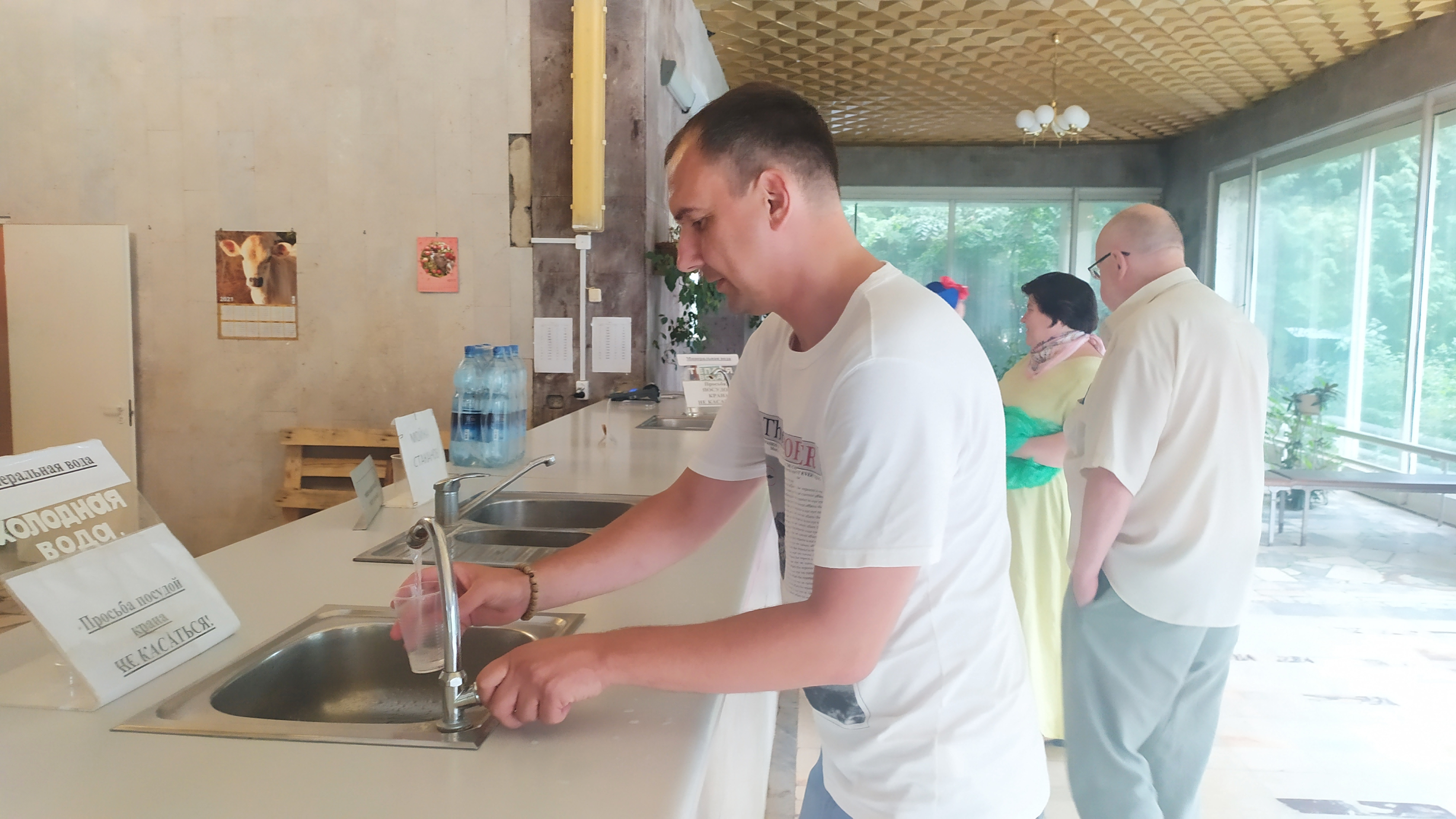

Вода бальнеотерапевтического (наружного) применения представлена рассолами хлоридно -натриевыми с минерализацией 78,6г/л и 278 г/л (РАПА), используется для бассейнов, минеральных ванн, лечения заболеваний полости рта, опорно-двигательного аппарата.
Химический состав минеральной воды:
Минерализация, 2,2-3,9 г/л
Катионы, мг/л
Анионы, мг/л
Кальций Ca2+ 400—550
Магний Mg2+ 15-300
Натрий-Калий Na++K+ 50-150
Хлорид Cl- <100
Гидрокарбонат HCO3 100—300
Сульфат SO24 1500—2500

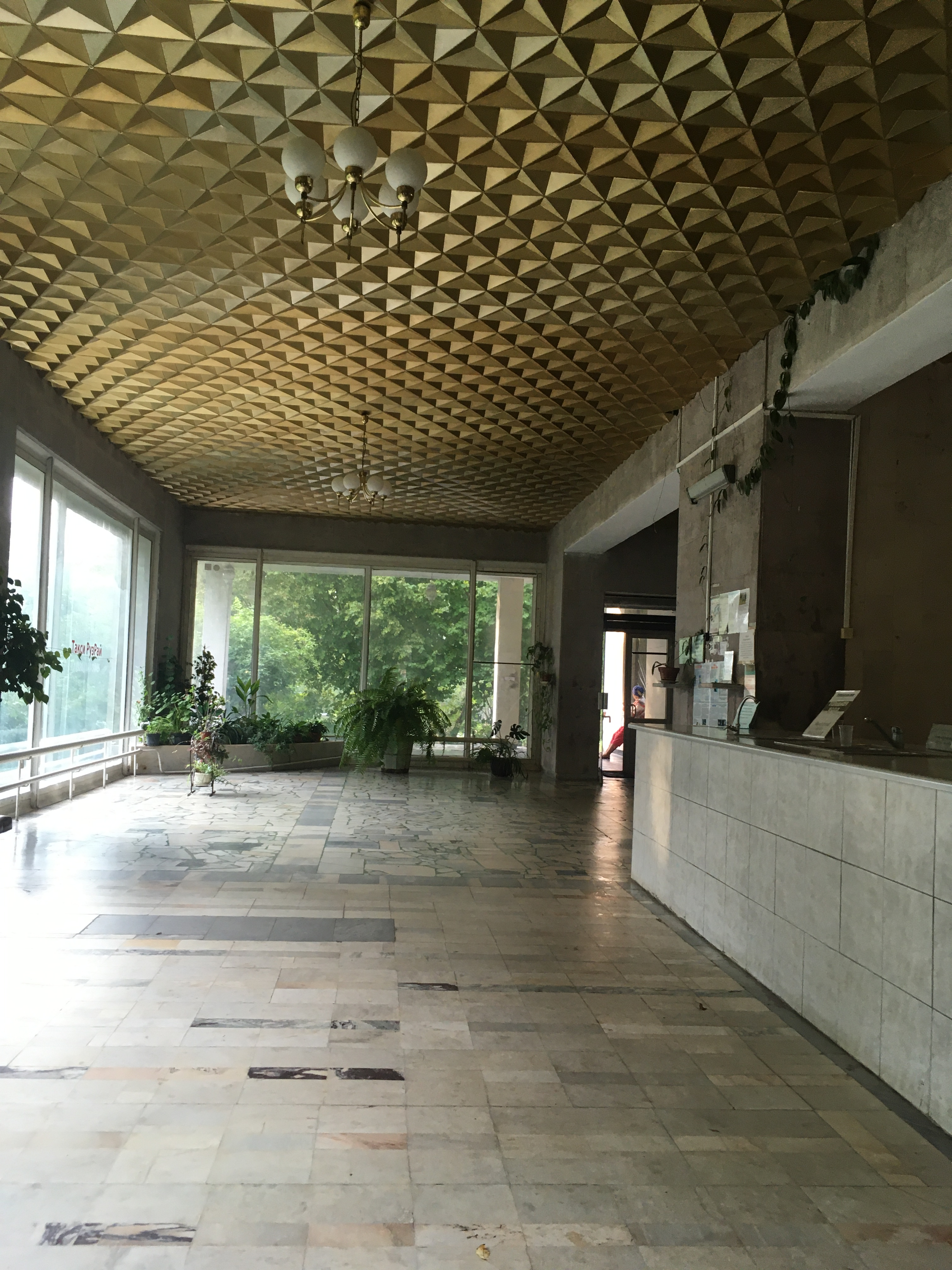
Бювет

Внутреннее применение минеральной питьевой лечебно-столовой воды «Дороховская» при наиболее распространенных заболеваниях желудочно-кишечного тракта.

## Инфраструктура

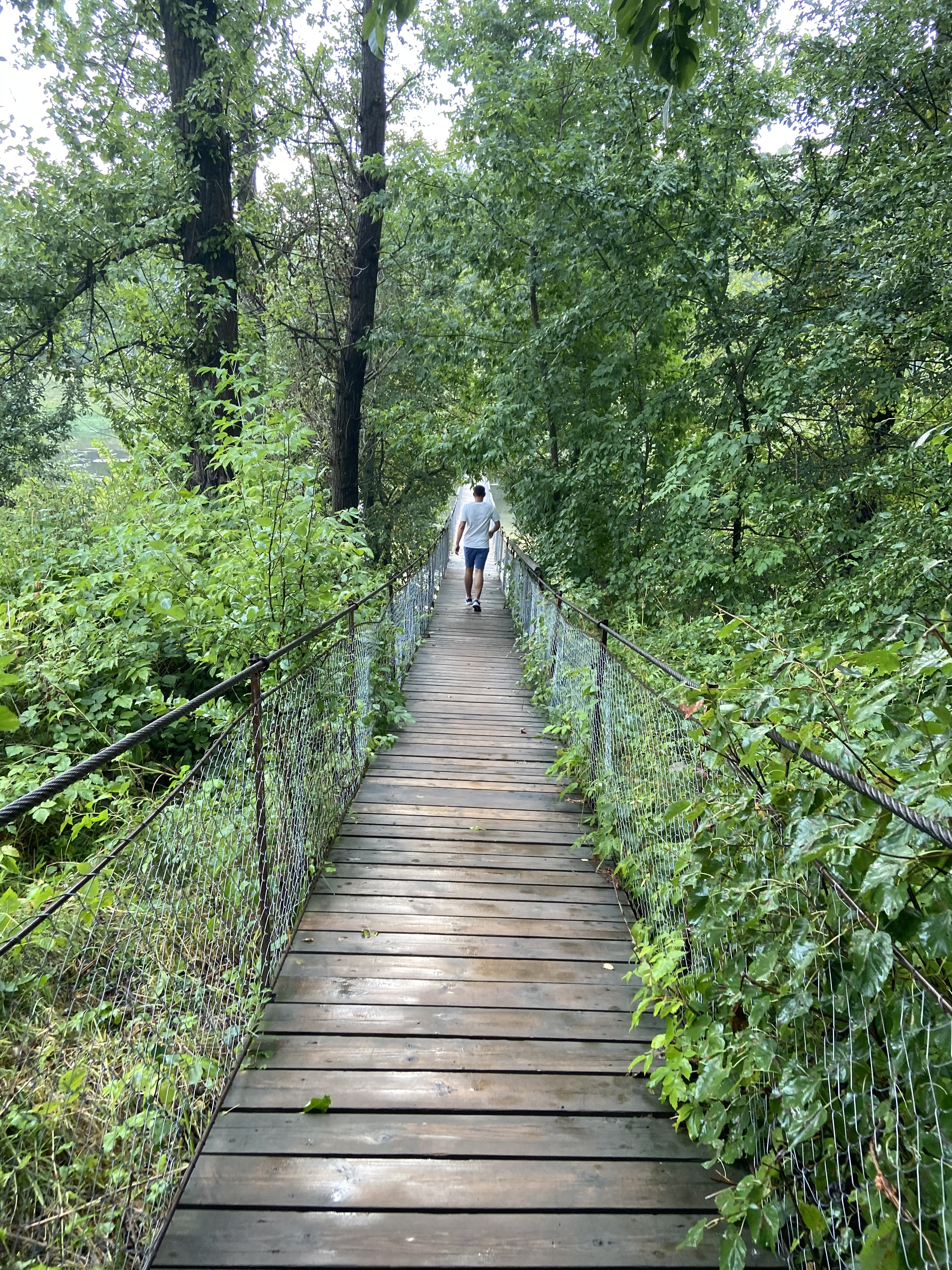
Подвесной мост

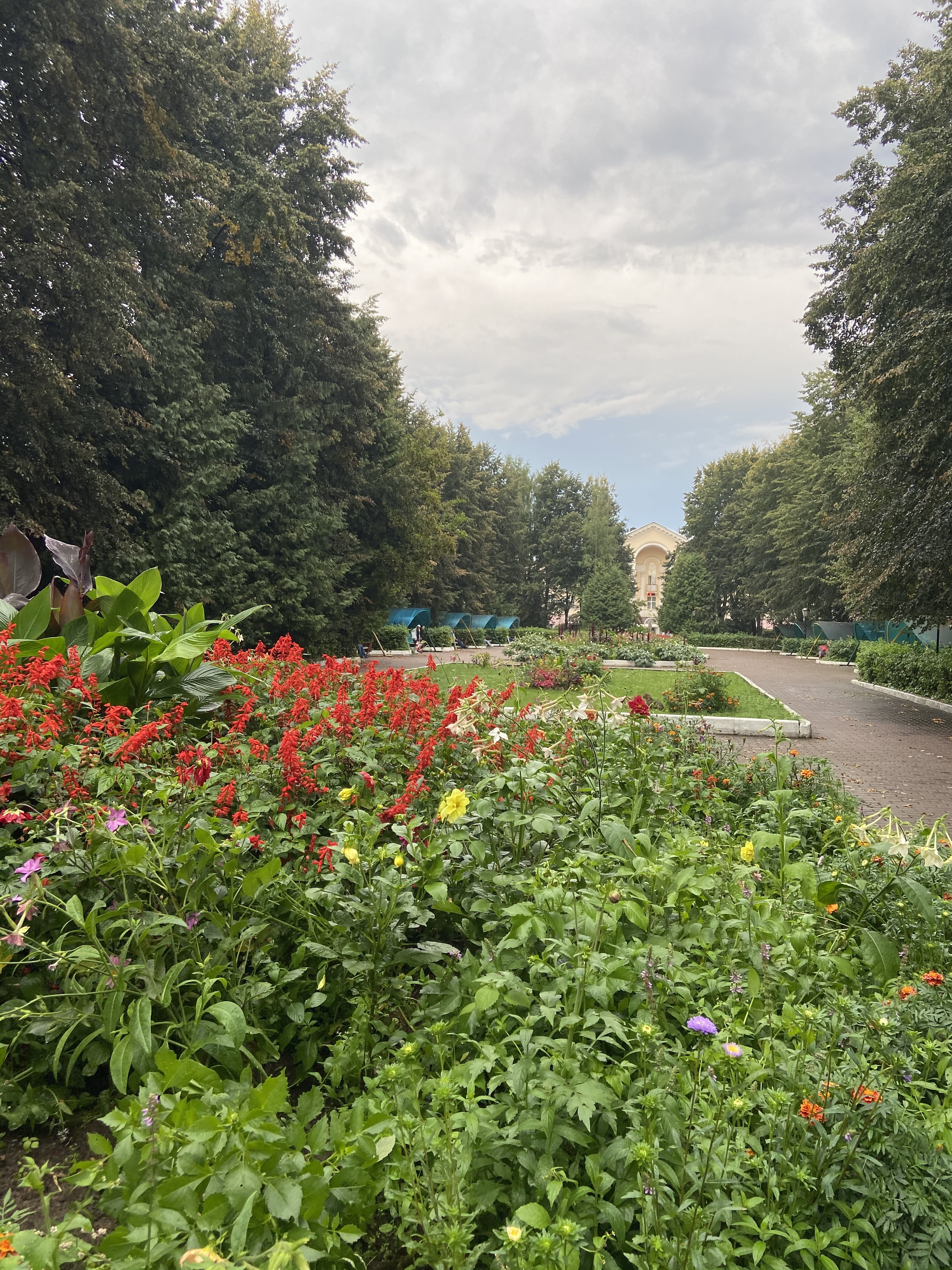

Территория санатория занимает примерно 70 га.
Санаторий «Дорохово» состоит из шести спальных корпусов. Первые четыре из них соединены между собой в единое строение.
Помещения бассейнов богаты украшены мозаикой.
На территории санатория «Дорохово» расположился подвесной мост.
Дом Культуры на 600 мест с широкоэкранной киноустановкой, библиотекой, бильярдной. В 90-е года директором дома культуры санатория «Дорохово» являлся Павел Павлович Куль. В этот период Собрал вокруг себя и сохранил оставшиеся крупицы культурной истории Старой Рузы.
Также на территории санатория располагаются танцевальная и спортивные площадки.
На территории установлен памятник лётчику-герою И. Ф. Ныркову.